# 自己複製機械

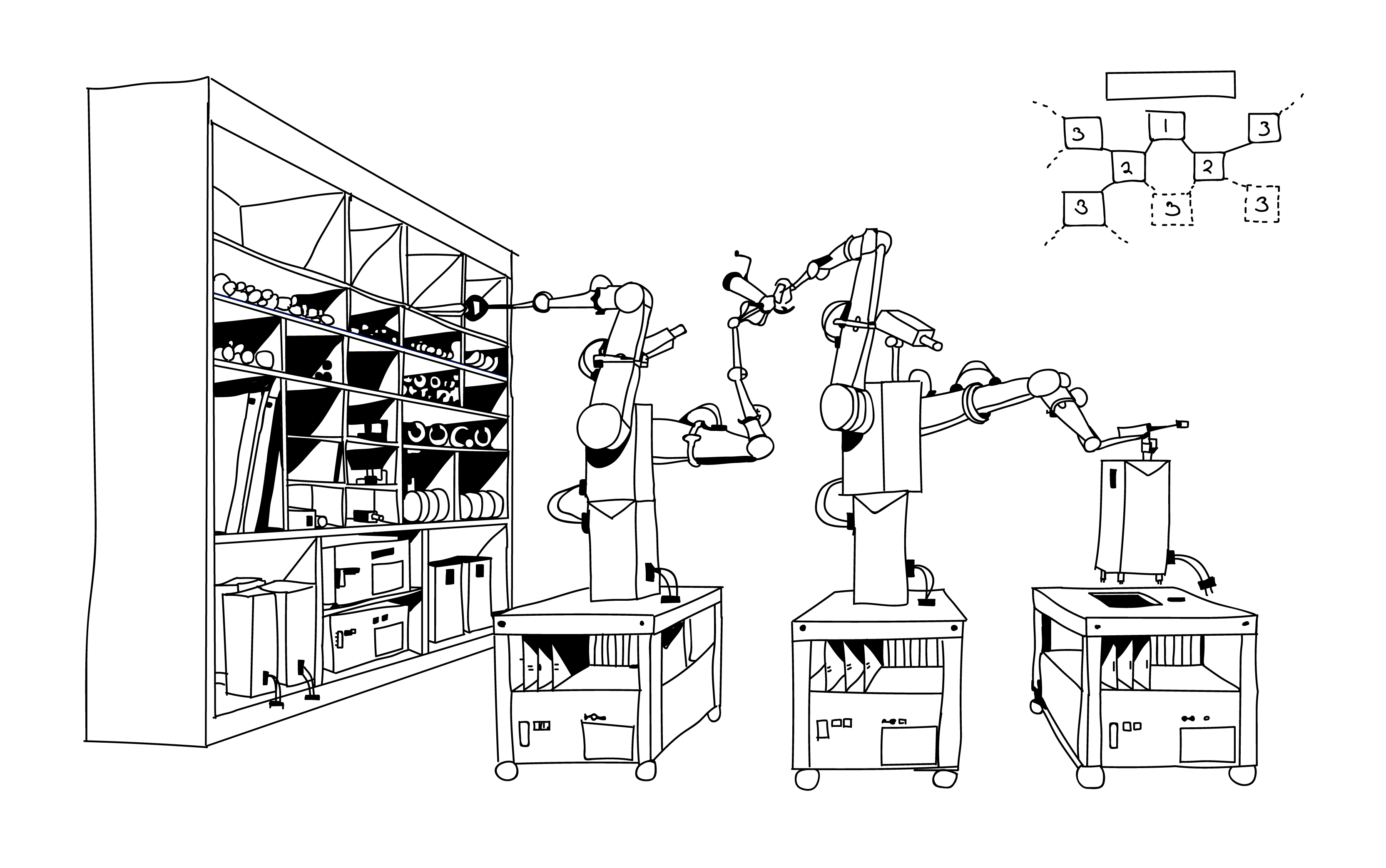
自己複製機械の概念

自己複製機械（じこふくせいきかい、英語: Self-replicating machine）または自己増殖機械（じこぞうしょくきかい）は、自己複製によって増殖する能力を備える想像上の機械。

## 概要
自己複製機械の概念はジョン・フォン・ノイマン、フリーマン・ダイソン、K・エリック・ドレクスラーのような科学者やSF作家達に提唱されてきた自己の複製を製造する能力を備えた機械。
2017年現在、産業用ロボットや3Dプリンタのように、部分的に自己複製能力を備える機械は実現しているものの、依然、原材料の精製や半導体素子の製造のような中枢機能の実現が困難なため、実現には至っていない。

## 歴史
自分自身のコピーを作成する人工機械の一般的な概念は、少なくとも数百年前にさかのぼる。初期の参考文献は哲学者ルネ・デカルトに関する逸話で、彼はクリスティーナ (スウェーデン女王)に対し、人体は機械と見なされる可能性があると示唆した。彼女は時計を指して「その時計が子孫を再生することを見せてみて」と命令することで応答した。
この逸話的な反応に関する他のいくつかのバリエーションも存在する。サミュエル・バトラーは、1872年の小説『エレホン』の中で提案されているマシンはすでに自分自身を再現することが可能であったが、それは彼らがそう作られたものだったためだという。「機械を再現する機械は、独自の種類の機械を再現しない」ジョージ・エリオットの「テオフラストス」という架空の学者が書いたエッセイという設定の『テオフラストス・サッチの印象 』(1879年)にも同様の言及が存在する。17章「SHADOWS OF THE COMING RACE.」では自己改良を行うほど高度なオートマトンを目にしたテオフラストスがオートマトンの持ち主のトロストに尋ねる。「機械がますます完璧になれば、人が関わる必要はますます少なくなっていく。どうしてそれらが自己供給、自己修復、自己複製と自己の状態を維持したり、最終的には進化したりできないと言えるだろうか？」